# Sveinn Guðjohnsen
Sveinn Aron Guðjohnsen (* 12. Mai 1998 in Reykjavík) ist ein isländischer Fußballspieler. Der Stürmer steht seit August 2024 bei Sarpsborg 08 FF unter Vertrag und ist isländischer Nationalspieler.

## Familie
Er ist der Sohn von Eiður Guðjohnsen (* 1978), der u. a. für den FC Chelsea und FC Barcelona spielte. Sein Großvater Arnór (* 1961) war ebenfalls Fußballspieler. Seine jüngeren Brüder Andri (* 2002) und Daníel (* 2006) sind auch als Fußballprofis aktiv.

## Karriere

### Im Verein

#### Anfänge in Barcelona und Island
Guðjohnsen begann 2006 beim FC Barcelona mit dem Fußballspielen, als sein Vater dort spielte (2006–2009). Auch als sein Vater den Verein verließ, blieb die Familie in der Provinz Barcelona. Dort spielte er von 2011 bis 2015 noch in der Jugendabteilung des CF Gavà.
Im Sommer 2015 kehrte der 17-Jährige nach Island zurück und wechselte zum Zweitligisten HK Kópavogur. Nach einem Jahr folgte der Wechsel zum Erstligisten Valur Reykjavík, mit dem er kurze Zeit später isländischer Pokalsieger wurde. Dort konnte sich Guðjohnsen allerdings nicht durchsetzen, sodass er sich im Juli 2017 dem Ligakonkurrenten Breiðablik Kópavogur anschloss.

#### Wechsel ins Ausland
Im Juli 2018 wechselte der Stürmer zum italienischen Zweitligisten Spezia Calcio. Dort kam er in der Saison 2018/19 nur achtmal als Einwechselspieler zum Einsatz und erzielte kein Tor. Daher wurde der 20-Jährige Ende Januar 2019 bis zum Saisonende an den Drittligisten FC Ravenna ausgeliehen. Hier erzielte er in zehn Ligaeinsätzen (einmal von Beginn) ein Tor.
Zur Saison 2019/20 kehrte Guðjohnsen zu Spezia Calcio zurück. Er kam in 15 Ligaspielen (zehnmal in der Startelf) zum Einsatz und erzielte zwei Tore. Die Mannschaft erreichte den 3. Platz und qualifizierte sich somit für das Halbfinale der Aufstiegsrunde. Spezia Calcio setzte sich gegen Chievo Verona sowie Frosinone Calcio durch und schaffte den Aufstieg in die Serie A. Guðjohnsen saß bei allen vier Spielen auf der Bank, wurde jedoch nicht eingesetzt.
Mitte September 2020 wechselte Guðjohnsen bis zum Ende der Saison 2020/21 auf Leihbasis zum dänischen Erstligisten Odense BK. Dort kam er auf 13 Ligaeinsätze als Einwechselspieler, in denen er einmal traf.
Im Sommer 2021 kehrte Guðjohnsen kurzzeitig zu Spezia Calcio zurück, ehe er Mitte August 2021 zum schwedischen Erstligisten IF Elfsborg wechselte, bei dem er einen Vertrag bis zum 31. Dezember 2024 unterschrieb. In den folgenden zweieinhalb Spielzeiten absolvierte Guðjohnsen 70 Erstligaspiele und erzielte 15 Tore. In der Saison 2023 wurde man punktgleich hinter Malmö FF Vizemeister.
Mitte Januar 2024 wechselte Guðjohnsen in die 2. Bundesliga zu Hansa Rostock, mit denen er am Saisonende in die 3. Liga abstieg. Nachdem ihn der neue Trainer Bernd Hollerbach nicht mehr berücksichtigte, wechselte er Ende August 2024 zum norwegischen Erstligisten Sarpsborg 08 FF.

### In der Nationalmannschaft
Guðjohnsen spielte von 2014 bis 2021 in diversen isländischen Juniorennationalmannschaften. Mit der U21-Nationalmannschaft nahm er an der U21-Europameisterschaft 2021, bei der er in 2 von 3 Gruppenspielen zum Einsatz kam, ehe man ausschied. Das letzte Gruppenspiel verpasste Guðjohnsen, da er zur A-Nationalmannschaft abreiste und dort am 31. März 2021 unter Arnar Viðarsson  gegen Liechtenstein (4:1) debütierte.

## Erfolge
- Aufstieg in die Serie A: 2020 (Spezia Calcio)
- Isländischer Pokalsieger: 2016 (Valur Reykjavík)
- Isländischer Supercupsieger: 2017 (Valur Reykjavík)